# Svjetsko prvenstvo u rukometu za žene – Austrija i Mađarska 1995.
Svjetsko prvenstvo u rukometu za žene 1993. održano je u Austriji i Mađarskoj od 5. do 17. prosinca 1995. godine.

## Konačni poredak
- Zlato: Južna Koreja
- Srebro: Mađarska
- Bronca : Danska

## Vanjske poveznice
- www.ihf.info - SP 1995